# Ernst Hinterseer
Pour les articles homonymes, voir Hinterseer.
Ernst Hinterseer, né le 28 février 1932 à Kitzbühel, est un skieur alpin autrichien membre du Kitzbüheler Ski Club.

## Palmarès

### Jeux olympiques d'hiver
| Épreuve / Édition         | Descente | Slalom géant | Slalom |
| JO 1956 Cortina d'Ampezzo | —        | 6e           | —      |
| JO 1960 Squaw Valley      | —        | Bronze       | Or     |

### Championnats du monde
| Épreuve / Édition         | Descente | Slalom géant | Slalom  | Combiné |
| JO 1956 Cortina d'Ampezzo | —        | 6e           | —       | —       |
| Mondiaux 1958 Bad Gastein | —        | —            | Abandon | —       |
| JO 1960 Squaw Valley      | —        | Bronze       | Or      | —       |

### Arlberg-Kandahar
- Meilleur résultat : 2e place dans le slalom 1959 à Garmisch